# Имре, Геза
Ге́за И́мре (венг. Imre Géza, род. 23 декабря 1974 года в Будапеште, Венгрия) — венгерский фехтовальщик на шпагах, многократный чемпион мира, Европы и Венгрии, призёр Олимпийских игр 1996, 2004 и 2016 годов.

## Биография
Родился в 1974 году в Будапеште. В 1995 году завоевал бронзовую медаль чемпионата мира. В 1996 году стал бронзовым призёром Олимпийских игр в Атланте в личном первенстве (в полуфинале уступил кубинцу Ивану Тревехо). В 1998 году стал чемпионом мира и Европы.
В 2001 году вновь стал чемпионом мира. В 2002 году стал обладателем бронзовой медали чемпионата Европы. В 2004 году стал серебряным призёром Олимпийских игр в Афинах в командном первенстве (в финале венгры уступили французам 32-43).
В 2005 году стал бронзовым призёром чемпионата Европы. В 2006 году стал чемпионом Европы. В 2007 году завоевал золотую медаль чемпионата Европы и бронзовую медаль чемпионата мира. В 2008 году завоевал золотую и серебряную медали чемпионата Европы, но на Олимпийских играх в Пекине занял лишь 5-е место в командном первенстве, и 12-е — в личном.
В 2009 году стал чемпионом Европы, и завоевал серебряную медаль чемпионата мира. В 2010 году вновь стал чемпионом Европы, а на чемпионате мира получил бронзовую медаль. В 2011 году завоевал серебряные медали чемпионатов мира и Европы. В 2012 году стал серебряным призёром чемпионата Европы и бронзовым призёром чемпионата мира, а на Олимпийских играх в Лондоне стал лишь 14-м в личном первенстве.
В 2013 году завоевал золотую медаль чемпионата мира и серебряную медаль чемпионата Европы в командном первенстве.
В 2015 году в Москве в возрасте 40 лет впервые в карьере выиграл медаль чемпионата мира в личном первенстве, причём сразу золотую (в финале венгр был сильнее многократного чемпиона мира и Европы француза Готье Грюмье).
В августе 2016 года на Олимпийских играх в Рио-де-Жанейро выиграл серебро в личном первенстве, спустя 20 лет после бронзы на Играх в Атланте.
Женат на венгерской гандболистке Беатрикс Кёкень (род. 1969), в составе сборной Венгрии выигравшей медали на Олимпийских играх 1996 и 2000 годов.